# 雲頂世界獅王爭霸賽
雲頂世界獅王爭霸賽 （Genting World Lion Dance Championship ）是由馬來西亞的雲頂娛樂城和雪隆龍獅聯合總會聯合主辦。自1994年開辦，每兩年舉行一次的世界性高樁醒獅大賽。2020年受疫情影響，本應於當年舉辦的第14屆被暫延，於2023年恢復舉辦。每一届都吸引了來自世界各地好手前來競賽。

## 雲頂世界獅王爭霸賽的榮譽
- 雲頂世界獅王挑戰盃 Genting World Lion Dance Challenge Cup
- 東方獅王
- 西方獅王

## 歷屆世界獅王爭霸賽一覽
- 第一届

1994年1月28日~29日
冠軍    ：馬來西亞麻坡關聖宮龍獅團
采青主題：千山萬水文化揚
得分    ：
亞軍    ：新加坡中華海業國術體育會
采青主題：
得分    ：
季軍    ：新加坡甘榜加卜聯絡所龍獅團
采青主題：
得分    ：
- 第二届

1996年7月26日~27日
冠軍    ：馬來西亞麻坡關聖宮龍獅團C隊
采青主題：無限風光在險峰
得分    ：
亞軍    ：馬來西亞馬六甲玄武殿醒獅團
采青主題：
得分    ：
季軍    ：新加坡九仙宮體育會
采青主題：
得分    ：
- 第三届

1998年18日~19日
冠軍    ：馬來西亞麻坡關聖宮龍獅團C隊
采青主題：無限風光在險峰
得分    ：
亞軍    ：澳門武術總會A隊
采青主題：江风扬浪动云根
得分    ：
季軍    ：新加坡龍田武術龍獅團
采青主題：猛狮过桥显神威
得分    ：
殿軍    ：台湾金鸿慈惠堂醒狮团
采青主題：醒狮渡江戏桥桩
得分    ：
- 第四届

2000年7月8日~9日
冠軍    ：馬來西亞麻坡關聖宮龍獅團C隊
采青主題：無限風光在險峰
得分    ：9.24
亞軍    ：馬來西亞雙溪威群樂龍獅團
采青主題：崎嶺雲峰仍從容
得分    ：
季軍    ：香港中國國術總會
采青主題：
得分    ：
殿軍    ：新加坡威劲体育会
采青主題：勇者本色
得分    ：
- 第五届

2002年7月12日~14日
冠軍    ：馬來西亞麻坡關聖宮龍獅團C隊
采青主題：無限風光在險峰
得分    ：9.24
亞軍    ：雪隆龍獅聯合總會A隊－麻坡關聖宮龍獅團A隊
采青主題：亂雲飛渡仍從容
得分    ：9.19
季軍    ：中國龍獅運動協會A隊－中國廣東南海鹽步橫江醒獅團
采青主題：橫越雄峰展英姿
得分    ：9.14
東方獅王：馬來西亞麻坡關聖宮龍獅團C隊
西方獅王：澳洲弘升龍獅團
- 第六届

2004年7月
冠軍  : 馬來西亞麻坡關聖宮龍獅團
采青主題：
得分    ：9.23
冠軍  : 中国广西梧州藤县狮队
采青主題：
得分    ：9.23
季軍  : 馬來西亞吉隆波光藝龍獅團
采青主題：威猛雄獅
得分    ：9.17
殿軍    ：昔加末五祖武術協會醒獅團
采青主題：灵狮飞跃险桩展雄风
得分    ：9.14
- 第七届

2006年7月21日~23日
冠軍    ：馬來西亞麻坡關聖宮龍獅團
采青主題：亂雲飛舞仍從容
得分    ：9.35
亞軍    ：馬來西亞雙溪威群樂俱樂部龍獅團
采青主題：
得分    ：9.27
季軍    ：中國廣西梧州藤縣醒獅團
采青主題：
得分    ：9.2
東方獅王：馬來西亞麻坡關聖宮龍獅團
西方獅王：美國梁館白鶴國際武術龍獅團
- 第八届

2008年7月
冠軍    ：馬來西亞麻坡關聖宮龍獅團D隊
采青主題：亂雲飛舞仍從容
得分    ：9.34
亞軍    ：馬來西亞麻坡關聖宮龍獅團E隊
采青主題：
得分    ：9.16
季軍    ：新加坡南仙龍獅體育會
采青主題：雄风再现
得分    ：9.13
安慰獎：
大馬昔加末五祖武術協會醒獅團 ：9.13分
美國三藩梁館白鶴龍醒獅團 ：9.06分
印尼龍鳳舞獅團 ：9.04分
中國廣東中山龍聚環威信龍獅團 ：6.71分
新加坡威勇龍獅團 ：6.63分
- 第九届

2010年7月
冠軍    ：馬來西亞關聖宮龍獅團E隊
采青主題：亂雲飛舞仍從容
得分    ：9.27
亞軍    ：馬來西亞吉隆坡光藝醒獅團
采青主題：
得分    ：9.20
季軍    ：馬來西亞關聖宮龍獅團
采青主題：無限風光在險峰
得分    ：9.19
6隊優勝獎：
中國張強龍醒團 ：9.12
美國梁館白鶴龍獅團 ：9.07
中國廣州市番禹沙頭街汀根龍獅團 ：9.06
中國廣西龍獅協會北部灣龍龍獅團 ：8.54
馬來西亞昔加末五祖武術協會醒獅團 ：8.47
泰國龍獅總會B隊 ：7.60
●東方獅王：馬來西亞關聖宮龍獅團E隊
●西方獅王：美國梁館白鶴龍獅團
http://www.orientaldaily.com.my/s/151381 （页面存档备份，存于）
- 第十届

2012年7月
冠軍    ：馬來西亞吉打弘德體育會龍獅團
采青主題：登山掛峰智取懸崖青
得分    ：9.27
亞軍    ：馬來西亞關聖宮龍獅團D隊
采青主題：亂雲飛舞仍從容
得分    ：9.25
季軍    ：馬來西亞關聖宮龍獅團
采青主題：無限風光在險峰
得分    ：9.19
- 第十一届

2014年7月
冠軍    ：馬來西亞關聖宮龍獅團
采青主題：亂雲飛舞仍從容
得分    ：9.27
亞軍    ：馬來西亞吉打弘德體育會龍獅團
采青主題：登山飞跃智取山谷青
得分    ：9.24
季軍    ：印尼广肇龙狮团
采青主題：群峰任游逍遥乐
得分    ：9.06
- 第十二届

2016年7月
冠軍    ：馬來西亞關聖宮龍獅團
采青主題：亂雲飛舞仍從容
得分    ：9.29
亞軍    ：中國廣東汕尾義興比麟堂
采青主題：
得分    ：9.27
季軍    ：中華台北龍獅運動總會A隊-台北市立大學
采青主題：
得分    ：9.17
殿軍    ：馬來西亞吉隆坡光藝龙狮體育會
采青主題：
得分    ：9.13
- 第十三届[1]

2018年7月
冠軍    ：馬來西亞麻坡關聖宮龍獅團
采青主題：亂雲飛舞仍從容
得分    ：9.35分
亞軍    ：中華台北鶯歌國中校友會培德龍獅團
采青主題：踏雪寻竹
得分    ：9.27分
季軍    ：新加坡藝威體育會A隊
采青主題：藝膽雄威
得分    ：9.23
季軍    ：馬來西亞吉打弘德體育會龍獅團
采青主題：
得分    ：9.23
殿軍    ：香港洪拳李潤福獅隊
采青主題：
得分    ：9.11
- 第十四届[2]

2023年8月4日至6日
| 排名 | 隊伍                                 | 採青主題                       | 得分 |
| ---- | ------------------------------------ | ------------------------------ | ---- |
| 冠軍 | 新加坡藝威體育會 B隊                 | 藝膽雄威之龍宮尋寶             | 9.73 |
| 亞軍 | 馬來西亞雪蘭莪雙溪威群樂體育會龍獅團 | 群獅騰躍聚雲星，樂展技藝耀雲頂 | 9.64 |
| 季軍 | 新加坡藝威體育會 A隊                 | 藝膽雄威之鯉魚吐珠             | 9.58 |
| 殿軍 | 中國上海市龍獅協會                   |                                | 9.57 |

- 第十五届

2025年7月27日
| 排名 | 隊伍                         | 得分 |
| ---- | ---------------------------- | ---- |
| 冠軍 | 新加坡艺威体育会B队          | 9.78 |
| 亞軍 | 新加坡艺威体育会A队          | 9.66 |
| 季軍 | 马来西亚雪州公中校友会龙狮团 | 9.59 |

## 外部連結
- 第五届雲頂世界獅王爭霸賽官方網站

1. ↑  . 東方網. 2018-07-22  [2019-03-05]. （原始内容存档于2019-04-26）.
2. ↑  . 星洲日报. 2023-08-06  [2023-08-08]. （原始内容存档于2023-08-07）.